# Wolfgang Hammen
Hans Wolfgang Hammen (* 2. März 1925 in Wiesbaden; † 11. November 2011) war ein deutscher Mediziner, Sanitätsoffizier und Generalstabsarzt der Luftwaffe der Bundeswehr.

## Leben
Hammen trat am 1. August 1942 als Sanitätsoffizieranwärter in die Wehrmacht ein. Von Mai bis Dezember 1945 war er in britischer Kriegsgefangenschaft. Danach setzte er sein Medizinstudium fort.
Am 1. Juni 1956 trat Hammen in die Bundeswehr ein. Er war Arzt in der Annahmeorganisation in Köln und Wiesbaden, Truppenarzt auf dem Fliegerhorst Fürstenfeldbruck, Leiter der Luftwaffensanitätsstaffel Lindau beim Flakbataillon 45, Referent in der Inspektion des Sanitätsdienstes (InSan) II 3 im Bundesministerium der Verteidigung (BMVg) in Bonn, Referent im Referat V der Abteilung Personal im BMVg, Divisionsarzt der 2. Luftwaffendivision in Karlsruhe, Referatsleiter P V 7 im BMVg und Unterabteilungsleiter InSan II.
Ab Oktober 1976 war er stellvertretender Amtschef und Chef des Stabes des Sanitätsamtes der Bundeswehr in Bonn und ab 1. April 1982 bis zum 31. März 1985 Amtschef des Sanitätsamtes der Bundeswehr. Anschließend wurde er in den Ruhestand versetzt.
Hammen war verheiratet und hatte zwei Kinder. Er lebte in Lindau.

## Auszeichnungen
- Verdienstkreuz 1. Klasse des Verdienstordens der Bundesrepublik Deutschland (9. September 1981)
- Großes Verdienstkreuz des Verdienstordens der Bundesrepublik Deutschland (11. März 1995)